# Dr. Kildare's Victory
Dr. Kildare's Victory is een Amerikaanse dramafilm uit 1942 onder regie van W.S. Van Dyke.

## Verhaal
Er is een glassplinter terechtgekomen in het hart van Cynthia Charles. Ze wordt door een ziekenauto opgehaald, terwijl ze op de stoep ligt tegenover een nachtclub. De patiënte overleeft de operatie, maar dokter James Kildare wordt de laan uit gestuurd, omdat de nachtclub zich buiten de jurisdictie van zijn ziekenhuis bevond. Hij besluit zijn ontslag aan te vechten. Zijn patiënte wordt intussen verliefd op dokter Kildare, maar hij heeft het verlies van zijn verloofde nog niet verwerkt.

## Rolverdeling
| Acteur            | Personage             |
| ----------------- | --------------------- |
| Lew Ayres         | Dr. James Kildare     |
| Lionel Barrymore  | Dr. Leonard Gillespie |
| Ann Ayars         | Cynthia Charles       |
| Robert Sterling   | Dr. Donald Winthrop   |
| Jean Rogers       | Annebelle Kirke       |
| Alma Kruger       | Molly Byrd            |
| Walter Kingsford  | Dr. Walter Carew      |
| Nell Craig        | Zuster Parker         |
| Edward Gargan     | Willie Brooks         |
| Marie Blake       | Sally                 |
| Frank Orth        | Mike Ryan             |
| George Reed       | Conover               |
| Barry Nelson      | Samuel Z. Cutter      |
| Eddie Acuff       | Clifford Genet        |
| Gus Schilling     | Leo Cobb              |
| Stuart Crawford   | Arnold Spencer        |
| William Bakewell  | Mijnheer Hubbell      |
| Charlotte Wynters | Mevrouw Hubbell       |